# Barbara Walters
Barbara Jill Walters (Boston, Massachusetts, 25 de setembre de 1929 - Nova York, 30 de desembre de 2022) fou una periodista i autora d'origen estatunidenc, pionera del periodisme televisiu femení, que va presentar dos programes matinals (Today i The View) i una revista de notícies (20/20). Anteriorment havia treballat com a copresentadora d'ABC Evening News i col·laborà a ABC News.
Walters va ser originalment coneguda com una presentadora popular al programa de notícies Today a la NBC, on va treballar amb Hugh Downs i posteriorment amb els seus successors, Frank McGee i Jim Hartz. Posteriorment, Walters va passar 25 anys com a copresentadora de la revista de notícies 20/20 a l'ABC. Va ser la primera copresentadora femenina d'un telenotícies vespertí, va treballar amb Harry Reasoner a The ABC Evening News i va continuar com a col·laboradora a la divisió de notícies de la companyia i el seu programa principal, ABC World News.

## Inici
Walters va néixer a Boston, Massachusetts, filla de Louis "Lou" Walters i la seva esposa, Dena Seletsky, tots dos jueus, descendents de refugiats de l'Imperi rus. El seu avi patern, Isaac Abrahams, va emigrar a Anglaterra des de Łódź, Polònia i va canviar el seu nom a Abraham Walters; després de néixer el pare de Walters, va emigrar als Estats Units amb la família el 1900. Lou Walters va obrir la Latin Quarter a la ciutat de Nova York, va produir l'espectacle de Broadway The Ziegfeld Follies of 1943, i va treballar com a director d'entreteniment per a Tropicana Resort & Casino a Las Vegas, Nevada.
Després d'anar a les escoles privades Ethical Culture Fieldston School i Birch Wathen Lenox School a la ciutat de Nova York, Walters es va graduar a la Miami Beach Sènior High School el 1947 i el 1951, va obtenir un B.A. en anglès del Sarah Lawrence College.

## Carrera
Després d'un breu període com a publicista per Tex McCreary Inc. i un lloc com a escriptora per a CBS News, Walters es va unir a The Today Show com una escriptora i investigadora el 1961 i va assumir la posició de "Today Girl," treballant les assignacions més lleugeres i el pronòstic del temps. En menys d'un any després, s'havia convertit en una reportera general i estava desenvolupant, escrivint i editant els seus propis informes i entrevistes; no obstant això, no va ser nomenada com la copresentadora del programa fins al 1974, quan la NBC oficialment la va designar per fer-ho. Aquí, Walters va fer duo amb Harry Reasoner com a copresentadora en The ABC Evening News des de 1976 fins a 1978. La relació entre tots dos va ser difícil i efímera, ja que a Reasoner no li va agradar tenir una copresentadora. Cinc anys després del començament d'aquesta associació, Reasoner –que havia tornat a CBS News– va tenir una entrevista memorable i cordial amb Walters a 20/20, en ocasió de l'estrena d'un nou llibre escrit pel presentador.
Walters també és coneguda per presentar la revista noticiosa 20/20 durant molts anys, juntament amb el presentador Hugh Downs el 1979. Al llarg de la seva carrera amb l'ABC, Walters ha aparegut en els especials de notícies de l'ABC com una comentarista, incloent inauguracions presidencials i la cobertura dels atemptats de l'11 de setembre de 2001, i ha moderat uns quants debats presidencials, incloent el succeït entre Jimmy Carter i Gerald Ford que es va realitzar en el Phi Beta Kappa Memorial Hall en Williamsburg, Virginia, durant les eleccions presidencials de 1976. Molts dels seus programes regulars i especials són sindicalizats al llarg del món. A partir de 2004, està en semi-jubilació de la seva professió de periodista, però roman a l'ABC News com a corresponsal i presentadora.
D'altra banda, Walters també és una presentadora de temps parcial en el programa diürn The View, del qual és cocreadora i productora executiva amb el seu soci de negocis, Bill Geddie. En els crèdits de l'obertura original, Walters va descriure el programa com un fòrum per a dones de diferents generacions, orígens i punts de vista.
Les seves entrevistes amb els líders mundials abracen tots els àmbits de la vida i s'han convertit en una crònica de l'última part del segle xx. Líders que Walters ha entrevistat al llarg dels anys inclouen el Sha Mohammad Resa Pahlavi de l'Iran, Borís Yeltsin de Rússia, Jiang Zemin de la Xina, Margaret Thatcher del Regne Unit, Fidel Castro de Cuba, Indira Gandhi d'Índia, Václav Havel de la República Txeca, Muamar el Gadafi de Líbia, Hussein I de Jordània, Abdalá bin Abdelaziz d'Aràbia Saudita, Anwar el-Sadat d'Egipte, el primer ministre israelià Menájem Beguin i Hugo Chávez de Veneçuela, entre molts altres. També ha entrevistada persones influents fos del món polític, entre els quals Michael Jackson, Katharine Hepburn, Anna Wintour, i Laurence Olivier. Walters va considerar el Dr. Robert Smithdas, un home sord i cec que va passar la seva vida millorant les vides d'altres persones de la seva mateixa condició, com el seu entrevistat més inspirador.
El seu prestigi la convertí en presentadora de diversos programes especials per l'ABC que obtenen uns alts índexs d'audiència. Des de 1993, ha presentat una sèrie de programes especials dedicats a repassar els personatges més rellevants de l'any, anomenat Barbara Walters' 10 Most Fascinating People. És coneguda pel seu periodisme de personalitat (anteriorment una especialitat d'Edward R. Murrow) i per les seves xerrades profundes: El 3 de març de 1999, la seva conversa amb Monica Lewinsky va ser vista per 74.000.000 espectadors, un gran registre en el segment d'entrevistes periodístiques, encara que els seus crítics han fet diverses acusacions sobre els programes realitzats per Walters, citant-les com a massa sentimentals.

## Vida personal
Walters es va casar quatre vegades amb tres homes diferents. El seu primer marit va ser Robert Henry Katz, executiu de negocis i antic tinent de la Marina. Es van casar el 20 de juny de 1955 a l’hotel Plaza de la ciutat de Nova York. El matrimoni va ser anul·lat després d'onze mesos, el 1957. El seu segon marit va ser Lee Guber, productor teatral i propietari d'un teatre. Es van casar el 8 de desembre de 1963 i es van divorciar el 1976. Després que Walters tingués tres avortaments involuntaris, la parella va adoptar una nena anomenada Jacqueline Dena Guber (nascuda el 1968 i adoptada el mateix any; va rebre el nom de la germana de Walters). El tercer marit de Walters va ser Merv Adelson, que en aquell moment era el conseller delegat de Lorimar Television. Es van casar el 1981 i es van divorciar el 1984. Es van tornar a casar el 1986 i es van divorciar per segona vegada el 1992.
Walters va sortir amb l'advocat Roy Cohn a la universitat; va dir que va proposar matrimoni a Walters la nit abans del seu casament amb Lee Guber, però Walters va negar que això passés. Va explicar la seva devoció de tota la vida a Cohn com a gratitud per la seva ajuda en l'adopció de la seva filla, Jacqueline. A la seva autobiografia, Walters diu que també es va sentir agraïda a Cohn per l'assistència legal que havia proporcionat al seu pare. Segons Walters, el seu pare va ser objecte d'una ordre de detenció per no comparèixer després que no es presentés a una cita judicial de Nova York perquè la família es trobava a Las Vegas; Cohn va poder desestimar l'acusació. Walters va declarar com a testimoni del personatge al judici d’exclusió de Cohn de 1986.
Walters va sortir amb el futur president de la Reserva Federal dels Estats Units, Alan Greenspan, a la dècada de 1970 i va estar vinculat sentimentalment amb el senador dels Estats Units John Warner als anys noranta. A l'autobiografia de Walters Audition, va escriure que va tenir una aventura als anys setanta amb Edward Brooke, aleshores senador dels Estats Units casat de Massachusetts. No és clar si Walters també estava casada en aquell moment. Walters va dir que van posar fi a l'afer per protegir les seves carreres de l'escàndol. El 2007 va sortir amb el gerontòleg Robert Neil Butler, guanyador del premi Pulitzer. Walters era amiga íntima de Tom Brokaw, Woody Allen, Joan Rivers i el cap de Fox News, Roger Ailes. El 2013, Walters va dir que lamentava no tenir més fills.

## Problemes de salut i mort
En l'episodi de The View del 10 de maig de 2010, Walters va anunciar que se sotmetria a cirurgia de cor obert per reemplaçar una vàlvula cardíaca defectuosa: la vàlvula aòrtica, que bomba sang des del cor cap a la resta del cos. Quatre dies després de l'operació, la portaveu de Walters, Cindi Berger, va dir que el procediment per arreglar la vàlvula cardíaca defectuosa «va anar bé i els metges estan molt satisfets amb el resultat». Walters va tornar a The View i al seu programa per satèl·lit Sirius XM, Here's Barbara, el setembre de 2010. Walters es va retirar definitivament dels dos espectacles quatre anys més tard.
Walters va morir a la seva casa de Manhattan, el 30 de desembre de 2022, als 93 anys. Havia patit demència en els seus últims anys. Les seves últimes paraules van ser: «No em penedeixo, vaig tenir una gran vida». Aquestes paraules van ser gravades a la seva làpida al Lakeside Memorial Park a Doral, Florida.

## Llegat i premis

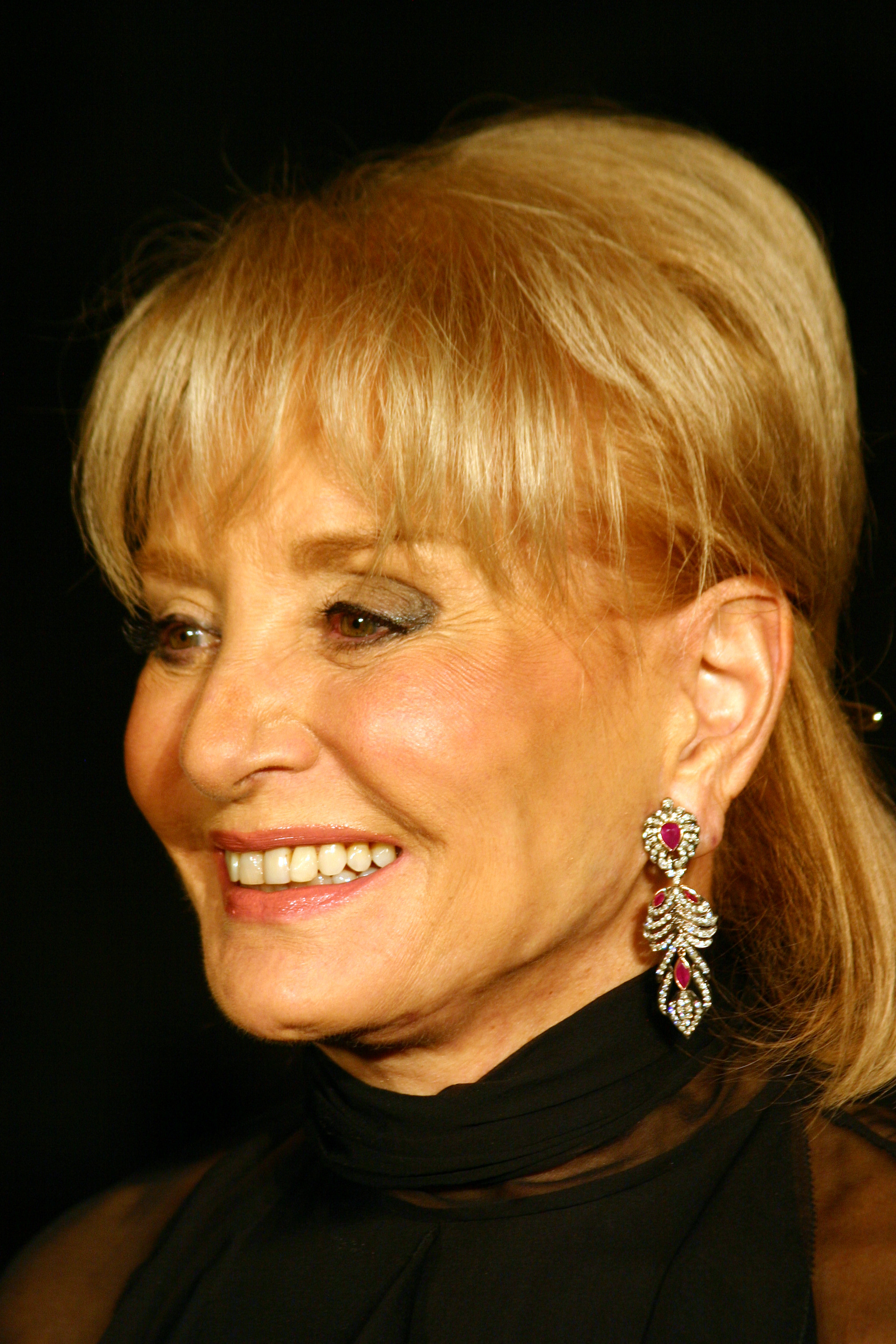
Walters el 2007

Walters va començar la seva carrera quan l'opinió predominant entre els executius de televisió (tots ells eren homes) era que les dones que informaven de notícies sobre guerra, política i altres qüestions importants serien preses a la lleugera pels espectadors. El seu èxit s'acredita amb la creació d'oportunitats de carrera per a futures presentadores femenines de la xarxa, com ara Jane Pauley, Katie Couric i Diane Sawyer. Walters sovint va aconseguir que els seus entrevistats parlessin sobre les seves perspectives i comparteixin anècdotes. Va ser incorporada al Saló de la Fama de la Televisió el 1989. El 15 de juny de 2007, Walters va rebre una estrella al Passeig de la Fama de Hollywood.
El 2008, Walters va ser guardonada amb el premi Disney Legends, atorgat a aquells que van fer una contribució destacada a The Walt Disney Company, propietària de la cadena ABC. Aquest mateix any, va rebre el premi Lifetime Achievement Award de l’Agenda de la Dona de Nova York. El 21 de setembre de 2009, Walters va ser guardonada amb un premi a la seva trajectòria a la 30a edició dels premis Emmy anuals de notícies i documentals al Lincoln Center de la ciutat de Nova York. L'estatus de Walters com a figura destacada de la cultura popular es va reflectir en la suau paròdia de Gilda Radner com Baba Wawa a Saturday Night Live a finals dels anys setanta, amb el discurs distintiu de Walters incloent les seves "R" arrodonides. El seu nom va aparèixer al New York Times Monday Mots encreuats del 23 de gener de 1995.
El 1975, Walters va guanyar el Premi Daytime Emmy a Millor Presentadora de Talk Show pel seu treball en Today. Amb el seu programa The View, va guanyar dos Daytime Emmys en 2003 (en la categoria de Millor Talk Show) i 2009 (en la categoria de Millor Presentadora de Talk Show), i va ser nominada 22 vegades en cerimònies que van des de 1998 fins a 2010 (11 per a Millor Talk Show, 11 per a Millor Presentadora de Talk Show). Va guanyar el NAACP Image Award per Millor Programa d'Entrevistes per The View en 2009 i va ser nominada en 2010.
El 1998, Walters va guanyar el Women in Film Crystal + Lucy Awards en reconeixement de la seva excel·lència i innovació en les seves obres creatives, que havien millorat la percepció de les dones á través de la televisió. El 14 de juny de 2007, va ser honrada amb un estel en el Passeig de la Fama de Hollywood i, al següent any, va rebre un Disney Legends Award, un premi atorgat a individus que han fet contribucions excepcionals a The Walt Disney Company (propietari d'ABC).